# Малоникольск (Омская область)
Малонико́льск — деревня в Муромцевском районе Омской области России, входит в состав Костинского сельского поселения.

## История
Основана в 1853 году. В 1928 году деревня Мало-Никольская состояла из 119 хозяйств, основное население — русские. В административном отношении являлась центром Мало-Никольского сельсовета Большереченского района Тарского округа Сибирского края.

## Население
| 1926 | 2010 |
| ---- | ---- |
| 609  | ↘28  |

## Улицы
В деревне имеется одна улица — Центральная.